# 키릴 모스칼렌코

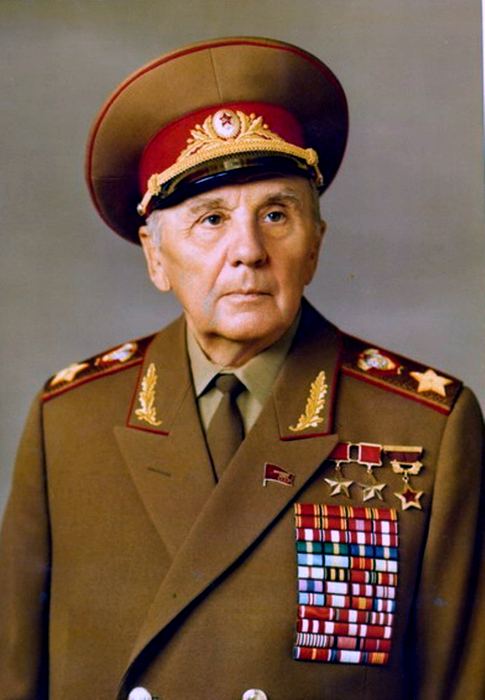
1978년의 키릴 모스칼렌코 원수

키릴 세묘노비치 모스칼렌코(Кири́лл Семёнович Москале́нко, 1902년 5월 11일 ~ 1985년 6월 17일)는 소비에트 연방의 군인이다. 그는 소비에트 전략 로켓군 총사령관을 역임하였고, 소비에트 연방원수의 계급에 올랐으며 소비에트 연방영웅 칭호를 2회 수훈하였다.
도네츠크 근방의 마을에서 태어났고, 이후 교회 부속의 학교에서 공부하였다. 이후 지방 학교에서 공부하고 우수한 성적으로 졸업하였다. 1917년부터 농업학교에서 공부하다가 10월 혁명이 발발하자 1919년 지역 혁명위원회에서 식량조달을 담당했다. 1920년 콤소몰에 가입하고 붉은 군대에 입대하여 지휘관 과정에 들어갔다. 1921년 2월부터 러시아 내전에 본격적으로 참가하였고, 1922년에는 하르코프에 있는 포병학교에 입학했다. 이때 성적우수자로서 졸업했고, 이후 기병부대에서 포병장교로서 복무하고 북캅카스에서 반혁명군과 싸웠다.
1939년 겨울전쟁이 발발하자 제51 보병사단의 포병 지휘관으로 참전했다.
1941년 6월 독소 전쟁이 발발했을 때, 모스칼렌코는 대전차포 여단의 지휘관이었다. 이후 보병, 기병, 전차 등 여러 부대의 지휘관을 역임하면서 모스크바 공방전, 스탈린그라드 전투, 쿠르스크 전투 등의 결정적인 전투에 참전하였다. 이런 기여 때문에 소비에트 연방영웅 칭호를 받았다.
1943년부터 종전시까지 그는 제38군을 지휘했고, 이 부대는 퇴각하는 독일군을 추격하여 우크라이나, 폴란드, 체코슬로바키아까지 도달하는 것으로 종전을 맞았다. 종전 후 모스크바 군관구의 여러 직을 거쳐 1953년에는 이곳의 총사령관이 되었다.
1953년 7월 25일, 이오시프 스탈린 사후 벌어진 권력투쟁에서 니키타 흐루쇼프는 라브렌티 베리야를 체포하라고 모스칼렌코에게 비밀명령을 내렸다. 모스칼렌코는 게오르기 주코프를 도와 베리야를 체포하는데 공을 세웠다. 이후 베리야의 혐의를 조사하는 임무도 맡았고, 베리야는 사형선고를 받고 처형되었다.
1955년 3월 11일, 모스칼렌코는 소비에트 연방원수 계급에 올랐고, 1960년까지 모스크바 군관구의 사령관으로 있었다. 1962년 상징적인 자리인 국방부 총감의 자리에 올랐다.
1978년 모스칼렌코는 두 번째 소비에트 연방영웅 칭호를 받았고, 생존 소비에트 연방원수 중 최고령이었던 1985년 6월 17일 모스크바에서 사망하여 노보데비치 묘지에 안장되었다.